# Oudy
Pour l’article homonyme, voir Plateau du Donets.
La rivière Oudy (en russe : Уды ; en ukrainien : Уди ), est une rivière de Russie et d'Ukraine, affluent du Donets dans lequel elle se jette près de la ville de Tchouhouïv, plus précisement juste au nord de la commune urbaine d'Eskhar. 
Sa longueur est de 164 km dont 127 km en Ukraine. 
L'Oudy prend sa source dans l'oblast de Belgorod en Russie à une altitude de 190 mètres, puis s'écoule en Ukraine dans le raïon de Bohodoukhiv et traverse l'oblast de Kharkiv dans l'est de l'Ukraine. 
L'oudy reçoit les eaux de la rivière Lopan au sud de la ville de Kharkiv.
L'Oudy draine un bassin d'une superficie de 3 890 km2.